# Власьєво (Республіка Алтай)
Власьєво (рос. Власьево) — село Усть-Коксинського району, Республіка Алтай Росії. Входить до складу Усть-Коксинського сільського поселення.
Населення — 12 осіб (2015 рік).